# Gallicolumba canifrons
Gallicolumba canifrons là một loài chim trong họ Columbidae.